# Sachse
Sachse – miasto w Stanach Zjednoczonych, w stanie Teksas, w hrabstwach Dallas i Collin.

## Demografia
Według przeprowadzonego przez United States Census Bureau spisu powszechnego w 2010 miasto liczyło 20 329 mieszkańców, co oznacza wzrost o 108,5% w porównaniu do roku 2000. Natomiast skład etniczny w mieście wyglądał następująco: Biali 71,9%, Afroamerykanie 8,9%, Azjaci 11,1%, pozostali 8,1%.